# Godofreu III de Lovaina
Godofreu III de Lovaina (nascut al voltant de 1140, mort el 10 o 21 agost de 1190) va ser comte de Lovaina, comte de Brussel·les, landgravi del Ducat de Brabant, marquès d'Anvers i duc de la Baixa Lorena (com Godofreu VII) del 1142 al 1190.

## Família
Era fill de Godofreu II, comte de Lovaina, Brussel·les, landgravi de Brabant, marquès d'Anvers i duc de la Baixa Lorena, i de Luitgarda de Sulzbach. Es va casar per primera vegada el 1155 amb Margarida de Limburg (1135 † 1172), filla d'Enric II, comte de Limburg i Matilde de Saffenberg. Van tenir:
- Enric I (1165 † 1235), primer duc de Brabant
- Albert (1166 † assassinat a Reims el 1192), ardiaca i bisbe de Lieja

Vidu, es va casar de nou el 1180 amb Imana de Loon († vers 1214), filla de Lluís I, comte de Loon i d'Agnes de Metz. Van tenir a:
- Guillem, senyor de Perwez i Ruysbroek (1199-1224), nascut al voltant de 1180, va testar l'octubre de 1219, va morir 1 d'agost 1224 i va ser enterrat a l'església cistercenca de Villers-la-Ville. Sense enllaç conegut, va tenir almenys un fill il·legítim, Enric de Stalle (+ 1277), tronc de la família del mateix nom, titular del poble del mateix nom situat a la comuna d'Uccle, i admès als llinatges de Brussel·les però avui dia extingit.
- Godofreu de Lovaina († 1225), que va passar gran part de la seva vida a Anglaterra a partir de 1196.Des de la pujada al poder, els parents i els senyors de Brabant va tractar de prendre avantatge de la seva joventut (2 anys) i es van rebel·lar, fent tombar el país en l'anarquia. Una treva es va establir finalment a causa de la predicació de la segona croada i la regència va començar a recuperar el poder. Godofreu va estar present en la coronació d'Enric Berenguer, fill de l'emperador Conrad III el 1147. Va construir la fortalesa de Nedelaer enfront de la mola de Grimbergen.

## Govern
En 1148 l'emperador va marxar a la croada i la guerra es va reprendre al landgraviat de Brabant, i Godofreu, encara jove (vuit anys), no va poder recuperar el control dels seus dominis. Va ser només amb l'adveniment d'un nou emperador, Frederic Barba-roja, el 1154, que es va restablir la pau. Va aprofitar l'oportunitat per casar-se amb Margarida de Limburg, posant fi a la rivalitat entre les dues línies sobre el ducat de Baixa Lotaríngia. El 1159 Godofreu va acabar la guerra amb els Berthout, senyors de Grimbergen i Malines, que havia durat divuit anys (1141-1159).
Una batalla va enfrontar a Godofreu al comte d'Hainaut el 1171, en la qual va patir una gran derrota. Va negociar el 1179 el matrimoni del seu fill Enric amb la neboda de Felip d'Alsàcia, comte de Flandes. El 1183, el seu fill, que ja tenia edat per governar, va rebre el landgraviat de Brabant amb títol de duc de Brabant. Godofreu va marxar amb la intenció d'alliberar la ciutat de Jerusalem el 1183-1184.
Va morir el 1190, després d'haver augmentat significativament els seus dominis, els quals van ser transmesos al seu fill Enric I de Brabant.